# پایگاه هوایی رتیشچوو
پایگاه هوایی رتیشچوو (به انگلیسی: Rtishchevo (air base)) یک فرودگاه نظامی است که یک باند فرود بتن دارد و طول باند آن ۲۰۰۰ متر است. این فرودگاه در شهر  رتیشچفو کشور روسیه قرار دارد و در ارتفاع ۲۰۵ متری از سطح دریا واقع شده است.